# 1991 OA
1991 OA är en asteroid i huvudbältet som upptäcktes den 16 juli 1991 av den amerikanske astronomen Henry E. Holt vid Palomar-observatoriet.
Den tillhör asteroidgruppen Amor.